# Wălko Tschalăkow
Wălko Teodorowitsch (Todor) Tschalăkow, auch Chalikov, bulgarisch: Вълко Tеодоровичъ (Tодор) Чалъков (* 1765 in Kopriwschtiza; † 17. Mai 1841 in Plowdiw), war ein bulgarischer Großkaufmann und Haupt-Steuereinnehmer.
Tschalăkow wird in der Literatur auch „Wălko der Große genannt“, der große Tschorbadschi, Wălko oder Wălko Tschaloolu sowie in türkischer Schreibweise Wălko Bey.

## Leben
Tschalăkow war der älteste Sohn des Großkaufmanns Hadschi Todor Wălko Tschalăkow (um 1730–1818) und seiner Frau Nedelia. Ihr zweitältester Sohn war Stojan (1768–1850).
Die Familie betrieb Handelsgeschäfte mit Wolle, mit der Produktion sowie dem Vertrieb von Stoffen und Kleidern. Ein Geschäftszweig war die Produktion von Uniformen, auch über die Grenzen des Osmanischen Reiches hinaus.
Nach dem Tod des Vaters übernahm Wălko 1818 die Geschäfte, welche er mit Hilfe seines Bruders Stojan betrieb. Wohl auf Grund der unruhigen Zeit, aber auch aufgrund von Wălkos Geschick als Unternehmer, verlegten er und sein Bruder 1818 ihren Hauptwohn- und Geschäftssitz aus ihrem burgähnlichen Anwesen in Kopriwschtiza in die Handelsstadt Plowdiw. Beide errichteten hier nebeneinander zwei prächtige Häuser, die 1884 abgebrannt sind. Um mit ihrem Textilhandel expandieren zu können, gründete Wălko in Plowdiw 1817 eine Schneiderinnung. Die Unternehmungen der Familie nahmen gegen Mitte der 1820er Jahre einen enormen Aufschwung.

### Steuereinnehmer der Hohen Pforte
Wegen seiner Kenntnisse der Schaf- und Ziegenzucht, die er sich als Wollhändler erworben hatte, verlieh ihm die Hohen Pforte in Konstantinopel das Recht, bei den Schaf- und Ziegenzüchtern die Steuern einzutreiben, wozu als Steuerpächter zunächst sehr viel Kapital erforderlich war. Sein Steuereinzugsgebiet war in etwa das großräumige Siedlungsgebiet der Bulgaren, vom Schwarzen Meer bis zum Ohridsee, von der Donau bis zur Ägäis. Daneben erwarb er schrittweise weitere regionale Steuereinzugsrechte.
Für die einzelnen Gebiete gab Wălko Tschalăkow die Aufgabe an Untersteuereinnehmer weiter; insgesamt waren über 200 Personen zum Zählen des Viehs und der Steuereintreibung tätig.
Die Hohe Pforte würdigte sein Wirken, indem sie ihn zum Haupt-Steuereinnehmers (türk. = Beg-Lik-Baschi) ernannte und damit den hohen Bey-Titel verlieh, den schon zuvor andere Familienmitglieder erhalten hatten.
Ein Zeit lang war er auch Bürgermeister von Plowdiw. 

### Mäzenatentum
Wegen der durch Aufstände in Bulgarien bedingten Unruhen, aber auch wegen der Unbeliebtheit der Brüder Wălko und Stojan als Steuereinnehmer, umgaben sich beide mit einer starken Leibwache. Im Gegenzug betätigte sich besonders Wălko als großzügiger Mäzen. So schenkte er 1822 seiner Heimatstadt Kopriwschtiza die erste Schule und förderte 1837 den Bau eines größeren Gebäudes. 1834 gab er Geld für die Kirche Sweta Bogorodiza. 1840 finanzierte er die Errichtung einer Brücke und eines Brunnens.
Auch in Plowdiw und anderen Ortes wirkte Wălko als Mäzen in vielfältiger Weise. Insbesondere hatte es ihm die Bildung der Jugend angetan, so dass er für eine größere Anzahl Kinder das Schulgeld übernahm und für besonders Begabte ein Auslandsstudium finanzierte. In Brăila spendete er 1821 Geld für eine bulgarische Schule und unterstützte den Aufbau einer Schule 1838 in Sopot. Jedoch nicht nur für bulgarische Einrichtungen, sondern auch für griechische engagierte er sich.
Auf Grund seiner Tätigkeit als Steuereinnehmer pflegte Wălko nicht nur enge Kontakte zu den jeweiligen osmanischen regionalen Statthaltern und anderen hohen Würdenträgern, sondern insbesondere in Konstantinopel zur Hohen Pforte mit dem jeweiligen Großwesir und zum Ökumenischen Patriarchat. Als einer von wenigen christlichen Bulgaren seiner Zeit wurde er zweimal von Sultan Mahmud II. empfangen. Bei einer Audienz forderte dieser Wălko zur Erhöhung der Steuereinnahmen auf, worauf Walko nicht nur die allgemein schlechte Steuermoral beklagte, sondern auf die besonders üble der muslimischen Bevölkerung hinwies.

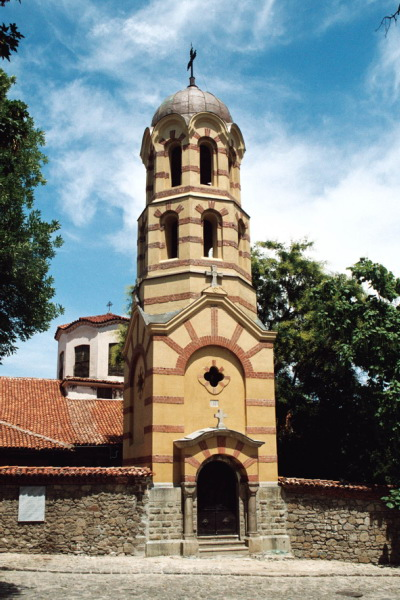
Die Kirche Sweta Nedelia

1829 gelang es Wălko mit Hilfe von anderen Mitgliedern der Familie Tschalăkow zu erreichen – was nur durch hohe Geldgeschenke möglich war: Der Sultan stellte ihm ein Ferman aus, das ihm ermöglichte, in Plowdiw verfallene christliche Kirchen wieder aufzubauen. Das war ein wichtiger Schritt im Rahmen der einsetzenden bulgarischen Emanzipationsbewegung vom griechisch beherrschten Ökumenischen Patriarchat von Konstantinopel. In Folge unterstützte Wălko 1835 finanziell massiv den Aufbau der Kirchen Sweti Nikola, 1836 Sweta Petka, 1838 Sweti Dimitar sowie unter anderen Sweta Nedelia. In letzterer wurden seine Gemahlin Rada und drei seiner Nachkommen aus erster Ehe beigesetzt; ihre Grabplatten existieren noch.
Auf Grund ihres großzügigen Mäzentums waren Wălko und Stojan Ephoren der Klöster Batschkowo und des im Rilagebirge gelegenen Klosters des Heiligen Iwan von Rila und dem Kloster Hilandar. Als Anerkennung von Wălkos Wirken ließ man im Rila-Kloster Stifterbildnisse von ihm und seiner Gemahlin Rada durch die Brüder Sograf anbringen (1840 fertiggestellt).

## Grab und Nachlass
Nach seinem Tod 1841 wurde er im Kirchenschiff von Sweti Nikola in Plowdiw beigesetzt, wo sich auch heute noch seine Grabplatte befindet. Ein Teil des Nachlasses von Wălko T. Tschalăkow befindet sich im Bulgarischen Historischen Archiv in Sofia.

## Familie
In erster Ehe war er Wălko Tschalăkow verheiratet mit Petra, mit der er drei überlebende Kinder hatte: die Söhne Todor sowie Nedelju und die Tochter Panajotitza. Die zweite Ehe mit Elisabetha blieb kinderlos, ebenfalls die dritte Ehe mit der Witwe Rada Kesjakowa, die allerdings einen Sohn in die Verbindung mitbrachte.
Die Hauptlinie führte Todor (Todor Wălkowitsch, Todor Bey oder der große Tschorbadschi Todor genannt) fort. Dabei beschränkte er sich ab 1869 auf die traditionellen Geschäfte der Familie, legte also das Amt des Beg-Lik-Baschi auf Grund der politisch immer unruhiger werdenden Zeit und der dadurch zunehmend schlechter werdenden Steuermoral nieder. Wegen seines Reichtums und seiner Macht schlugen ihn 1879 mehrere Tschorbadschi als Kandidat für das neu zu gründende Fürstenamt von Bulgarien vor; aus verschiedenen Gründen lehnte Todor jedoch ab, sich darum zu bewerben.
In seiner Ehe wurden ihm die Söhne Luka, Andon, Ilija und Nedelio sowie die Töchter Rada, Petra, Sultana, Elena und Maria geboren.